# Concert per a piano núm. 11 (Haydn)
El Concert per a piano núm. 11 en re major ( Hob. XVIII/11) de Joseph Haydn va ser escrit entre 1780 i 1783. Va ser publicat el 1784. És el seu darrer concert per a instrument de teclat. Té una durada d'uns 15 minuts.
Originalment, aquest concert va ser compost per a clavicèmbal o fortepiano i orquestra en un estil galant que ja era evident en obres primerenques de Haydn. Té un animat rondó final d’estil hongarès.
Tot i ser una composició una mica posterior, també mostra més similituds amb els concerts per a piano de Mozart que amb altres concerts per a teclat de Haydn. Haydn i Mozart probablement ja es van conèixer el 1784, quan es va publicar aquest concert. Tot i que Mozart va tornar d'Itàlia el març de 1773 a l'edat de disset anys, no es va dedicar als concerts per a piano fins al 1776; no obstant això, alguns biògrafs i historiadors musicals suggereixen que les similituds evidents en aquesta obra de Haydn podrien indicar influència de les obres de Mozart. Mozart va reconèixer el paper important de Haydn en el desenvolupament de la música i, en la correspondència, sovint es referia a ell com a "Papa Haydn".

## Estructura
Aquest concert consta de tres moviments:
1. Vivace
2. Un poco adagio
3. Ronda all'Ungarese

El primer i el segon moviment contenen cadències que s'han conservat a la partitura original, escrita a mà per Haydn.
L'obra està composta per a teclat solista i una orquestra formada per dos oboès, dues trompes en re i cordes. Avui dia, majoritàriament es toca al piano.

## Origen i context
Haydn, a diferència de Mozart, no va destacar com a intèrpret virtuós del teclat. Tot i que solia dirigir les seves simfonies des del clavicèmbal i tocava les seves pròpies sonates, no sembla que tingués cap interès especial per fer carrera com a pianista solista. Aquest distanciament explica que el seu llegat en el gènere sigui reduït: només tres concerts per a piano ens han arribat. Entre ells, el Concert en re major és el més conegut i sovint programat, gràcies al seu encant melòdic, les subtileses harmòniques i una forma clara i equilibrada.
No se sap amb certesa què va motivar Haydn a escriure aquest concert (en algun moment entre 1779 i 1783), el darrer que va compondre en aquest gènere. De manera sorprenent, l’obra no apareix registrada ni en l’Entwurfkatalog —la llista d’obres que inicià l’any 1766— ni en el catàleg temàtic conegut com a Haydn Verzeichnis. Tampoc no es conserva cap manuscrit original, i la situació de les fonts és poc clara. La primera edició va veure la llum gràcies a l’editorial vienesa Artaria, que la va anunciar com a Concerto per il clavicembalo o fortepiano... composto del Signore Giuseppe Haydn, Maestro di Capello di S.A. il Principe d’Esterházy... a la Wiener Zeitung del 15 d’agost de 1784.

## Representacions
Alguns testimonis de l’època apunten que el concert podria haver sonat per primera vegada en un recital privat a Viena el 20 de febrer de 1780. L’intèrpret hauria estat Anna von Hartenstein, alumna de Leopold Koželuch, un reconegut compositor bohemi del moment.